# Risikoallokation
Risikoallokation (oder Risikoverteilung) ist im Rahmen des Risikomanagements und der Risikobewältigung die Verteilung eines vorhandenen Risikos auf verschiedene Wirtschaftssubjekte. 

## Allgemeines
Als an einer Risikoallokation beteiligte Wirtschaftssubjekte kommen Unternehmen, Privathaushalte oder der Staat mit seinen Untergliederungen in Betracht. Im weiteren Sinne ist Risikoallokation die Zuordnung von Risiken zwischen Vertragsparteien, zwischen privatem und öffentlichem Sektor oder zwischen volkswirtschaftlichen Einheiten. Bei einem Kaufvertrag wird beispielsweise eine Risikoverteilung dadurch vorgenommen, dass der Verkäufer unter anderem das Zahlungsrisiko trägt, der Käufer das Lieferrisiko. Im engeren, kapitalmarktorientierten Sinne ist die Risikoallokation die Zuordnung von Finanzrisiken zwischen Marktteilnehmern auf den Finanzmärkten.

## Anwendung
Auf allen funktionierenden Märkten (Gütermarkt einschließlich Dienstleistungen mit den Teilmärkten Konsumgüter- und Investitionsgütermarkt; Finanzmarkt mit den Teilmärkten Devisen-, Geld-, Kapital- und Kreditmarkt) gibt es unter anderem die Marktfunktion, dass eine pareto-effiziente Verteilung der Marktrisiken auf die Marktteilnehmer stattfindet. Jeder Marktteilnehmer soll als Risikoträger diejenigen Risiken übernehmen, die er am besten beurteilen, bewerten, steuern und tragen kann.
Gütermarkt
Auf dem Gütermarkt findet beispielsweise bei einer pareto-effizienten Risikoallokation die Verteilung der Güter so statt, dass kein Marktteilnehmer besser gestellt werden kann, ohne einen anderen Marktteilnehmer zu belasten. Dem Arrow-Theorem zufolge kann dies nur mit einem vollständigen System von Finanzmärkten erreicht werden, auf denen Forderungen zur Finanzierung der Güterkäufe gehandelt werden (wie beim Kredithandel). Sind die Kapitalmärkte unvollständig, müssen die Gütermärkte teilweise auch eine Risikoallokationsfunktion übernehmen. 
Betriebswirtschaftlich führt eine effiziente Risikoallokation bei einem Unternehmen dazu, dass der Unternehmenswert gesteigert wird.
Öffentlicher Sektor
Eine Risikoallokation findet im öffentlichen Sektor beispielsweise durch Privatisierung statt, durch die ein Risikotransfer in die Privatwirtschaft erfolgt. Das gilt auch für die öffentlich-private Partnerschaft, bei der eine realistische, von der Risikotragfähigkeit abhängige Risikoverteilung gewählt werden muss. Verkehrsnachfragerisiken im Straßenbau oder Umweltrisiken sind Beispiele, bei denen die Risikoallokation nicht optimal funktioniert.
Arbeitsmarkt
Staatliche Markteingriffe in den Arbeitsmarkt sollen die volkswirtschaftliche Risikoallokation verbessern und positive Wohlfahrtseffekte herbeiführen. Diese Effekte entstehen, wenn unter anderem die Arbeitslosenversicherung das Risiko der Arbeitslosigkeit von Arbeitnehmern übernimmt, der Arbeitgeber dem Arbeitnehmer das Ertragsrisiko des Humankapitals durch Zahlung einer „Versicherungsprämie“ abnimmt, asymmetrische Kündigungsfristen oder Kündigungsschutz eingeführt werden.
Kapitalmarkt
Auf Kapitalmärkten gibt es in der Volkswirtschaftslehre vier Funktionen.
- Bereitstellung von Finanzierungsinstrumenten oder Finanzierungstiteln für die Finanzierung von Investitionen, wobei der Kapitalmarktzins das Kapitalangebot (Ersparnisse) zu denjenigen Kapitalnachfragern lenken soll, deren Investitionsprojekte die höchste Rendite aufweisen (Kapitalallokation).
- Risikodiversifizierung erfolgt dadurch, dass das Kapitalangebot (Aktionäre) am Unternehmerrisiko des Kapitalnachfragers beteiligt wird (Risikoallokation).
- Zur Verbesserung dieser Kapital- und Risikoallokation werden auf den Finanzmärkten Informationen über die Kapitalnachfrager verbreitet (auch durch Finanzintermediäre).
- Überwachung, Kontrolle und etwaige Sanktionierung von Kapitalnachfragern (etwa durch das Rating von Ratingagenturen).

Kapital- und Risikoallokation sind die originären Funktionen der Finanzmärkte.
Risikoallokation bedeutet in Kreditinstituten, die als Risikointermediäre in den gesamtwirtschaftlichen Prozess durch die Finanzmärkte eingebunden sind, Kapitalallokation mit dem Ziel der Wertsteigerung des Instituts. Derivate (Futures, Kreditderivate, Optionen, Swaps) führen zu einer klaren Trennung der Kapital- von der Risikoallokation. Warenterminkontrakte weisen eine Vermögenstransformations- und Risikoallokationsfunktion auf, so  dass sie ökonomisch betrachtet zu den Kapitalmärkten gehören.
Im Versicherungswesen stellt die Verbesserung der Risikoallokation eine bedeutende Funktion dar. Daneben bieten Versicherer Vermögensschutz, Kapitalakkumulation, Mobilisierung finanzieller Ressourcen, Kontrolle des Unternehmensverhaltens (englisch governance control) und Entlastung des Staates an. Die effiziente Risikoallokation auf dem Versicherungsmarkt vermindert die Transaktionskosten und die Schäden durch prompte Schadensregulierung und technische Kontrollen. Risikoallokation findet statt, wenn ein Risikoträger versicherbare Risiken im Wege des Risikotransfers ganz oder teilweise auf Versicherungsunternehmen überträgt. So sind Versicherungsverträge der Risikolebens-, Schaden-, Unfall- und teilweise der Rückversicherung als illiquide Formen der reinen Risikoallokation anzusehen. Im Versicherungsfall erfolgt eine liquide Risikoallokation.

## Wirtschaftliche Aspekte
Ähnlich wie auf einem Gütermarkt die Konsumentenrente und die Produzentenrente Vorteile für beide Marktteilnehmer signalisieren, gibt es auch bei der Risikoallokation Vorteile für beide Marktteilnehmer. Im Idealfall haben die Gütermärkte lediglich eine präferenzkonforme Verteilung des Konsumniveaus zu gewährleisten, während die Finanzmärkte (Banken- und Versicherungsmärkte) für den Vermögenstransfer und die Risikoallokation zuständig sind.
Dort ist das unterschiedliche Finanzrisiko einzelner Finanzierungstitel oder Finanzinstrumente unter anderem darauf zurückzuführen, dass bei der Risikoallokation auch die unterschiedliche Risikobereitschaft einzelner Risikoträger berücksichtigt wird. Die Anleger als Risikoträger können risikoscheu oder risikofreudig sein. Um das Kapitalangebot beider Gruppen zu nutzen, bieten Finanzmärkte beispielsweise Aktien (mit hohem Finanzrisiko) oder Staatsanleihen mit Triple A-Rating (ohne Finanzrisiko) an. Selbst innerhalb eines bestimmten Finanztitels wie einer Aktie kann es unterschiedliche Risikoverteilungen geben (Goldene Aktie, Stammaktie, Vorzugsaktie). Zudem trägt ein Großaktionär mehr Finanzrisiken als der risikoeffizienten Risikoverteilung entspricht, doch profitiert er dafür mit seinem Stimmrecht von einer stärkeren Kontrolle über die Aktiengesellschaft.
Eine Risikoallokation führt unter anderem zur Verteilung der Risikokosten. Diese können durch Kostensenkung reduziert werden, wenn ein Risikoträger im Rahmen des Risikomanagements Risikobewältigung betreibt. Dabei ist die Fähigkeit zur Risikoübernahme und die Risikotragfähigkeit zu berücksichtigen.

## Abgrenzung
Die Faktorallokation (oder Ressourcenallokation) betrifft die Zuordnung und Verteilung knapper Produktionsfaktoren wie Arbeit, Kapital, Boden und Rohstoffen zur Produktion von Gütern oder Dienstleistungen.    